# Dấu chân quỷ
Dấu chân quỷ là một hiện tượng xảy ra vào tháng 2 năm 1855 xung quanh cửa sông Exe ở Đông và Nam Devon, nước Anh. Sau một trận tuyết rơi lớn, bỗng dưng có các vết chân giống như móng guốc xuất hiện qua đêm trong tuyết bao gồm tổng khoảng cách 40 đến 100 dặm (60 đến 160 km). Các dấu chân được gọi như vậy bởi vì một số người tin rằng chúng là dấu vết của quỷ Satan, vì chúng được cho là do móng guốc chẻ đôi tạo nên. Nhiều giả thuyết đã được đưa ra để giải thích vụ việc, và một số khía cạnh về tính xác thực của nó cũng vẫn còn là nghi vấn.

## Biến cố
Vào đêm ngày 8–9 tháng 2 năm 1855 và một hoặc hai đêm sau đó, sau khi tuyết rơi dày, một loạt các dấu hiệu giống như móng guốc xuất hiện trong tuyết. Những dấu chân này, hầu hết có chiều dài khoảng bốn inch, ba inch, cách nhau từ tám đến mười sáu inch và chủ yếu đi thành hàng một, được báo cáo từ hơn ba mươi địa điểm trên khắp Devon và một cặp vợ chồng ở Dorset. Người ta ước tính rằng tổng khoảng cách của các dấu chân này lên tới từ 40 đến 100 dặm (60 đến 160 km). Những ngôi nhà, dòng sông, đống cỏ khô và những chướng ngại vật khác bị bước qua, và dấu chân xuất hiện trên đỉnh của những mái nhà phủ đầy tuyết và những bức tường cao nằm trên lối đi của dấu chân, cũng như dẫn đến và thoát ra khỏi những ống thoát nước khác nhau với đường kính nhỏ chừng bốn inch. Từ một bản tin như sau:

"Nó xuất hiện vào tối thứ Năm tuần trước, có một trận tuyết rơi rất nặng ở khu phố Exeter và phía Nam của Devon. Vào sáng hôm sau, cư dân của các thị trấn nói trên đã rất ngạc nhiên khi phát hiện ra dấu chân của một loài động vật kỳ lạ và bí ẩn được ban cho sức mạnh của sự có mặt bất cứ nơi đâu, vì những dấu chân đã được nhìn thấy ở tất cả các nơi không thể đếm được – trên đỉnh của những ngôi nhà và những bức tường chật hẹp, trong khu vườn và sân tòa án, được bao quanh bởi những bức tường và hàng rào cao vút, cũng như trên những cánh đồng bạt ngàn."

Khu vực mà các dấu vết này xuất hiện kéo dài từ Exmouth, cho đến Topsham, và qua cả cửa sông Exe đến chỗ Dawlish và Teignmouth. R.H. Busk, trong một bài báo đăng trên tờ Notes and Queries trong năm 1890, đã tuyên bố rằng dấu chân cũng xuất hiện xa hơn, ở tận phía nam Totnes và Torquay, và có những báo cáo khác về các dấu vết ở xa tận Weymouth (Dorset) và ngay cả Lincolnshire.

## Chứng cớ
Có rất ít bằng chứng trực tiếp của hiện tượng này. Các tài liệu duy nhất được tìm thấy sau khi xuất bản vào năm 1950 của một bài báo nằm trong Văn kiện của Hiệp hội Devonshire yêu cầu đưa thêm thông tin về sự kiện này. Điều này dẫn đến việc phát hiện ra một bộ sưu tập các bài báo thuộc về Mục sư H. T. Ellacombe, cha xứ làng Clyst St George trong những năm 1850. Những bài báo này bao gồm những bức thư gửi cho cha xứ từ bạn bè của ông, trong đó có Mục sư G. M. Musgrove, cha xứ giáo khu Withycombe Raleigh, bản nháp của một lá thư gửi cho tờ The Illustrated London News được đánh dấu 'không cho xuất bản' và một vài vết tích rõ ràng của dấu chân.
Trong suốt nhiều năm liền, nhà nghiên cứu nổi tiếng Mike Dash đã đối chiếu tất cả các nguồn tài liệu nguồn chính và phụ có sẵn vào một bài báo có tựa đề The Devil's Hoofmarks: Source Material on the Great Devon Mystery of 1855 được xuất bản trên tập san Fortean Studies vào năm 1994.

## Giả thuyết
Nhiều lời giải thích đã được đưa ra nhằm làm sáng tỏ chân tướng sự việc. Một số nhà nghiên cứu nghi ngờ rằng những dấu vết này thực sự mở rộng hơn một trăm dặm, cho rằng không ai có thể theo toàn bộ đường đi nước bước của họ trong một ngày duy nhất. Một lý do khác cho sự hoài nghi, như Joe Nickell chỉ ra, là các mô tả bằng mắt của các dấu chân khác nhau từ người này sang người khác.
Trong bài viết của mình đăng trên tờ Fortean Studies, Mike Dash đã kết luận rằng không có một nguồn tài liệu nào cho"dấu móng guốc": một số vết tích có thể là trò lừa bịp, một số được tạo ra bởi"thú bốn chân thông thường"như lừa và ngựa và một số bằng chuột đồng đuôi dài (xem phía dưới). Tuy nhiên, ông thừa nhận rằng những điều này không thể giải thích tất cả các dấu hiệu được báo cáo và những"tàn tích bí ẩn còn lại".

### Khí cầu
Tác giả Geoffrey Household cho rằng"một quả bóng thử nghiệm"được thả ra do nhầm lẫn từ Xưởng đóng tàu Devonport đã để lại những dấu vết bí ẩn này bằng cách kéo hai cái cùm ở đầu dây neo của nó. Nguồn tin của anh ta là từ một người đàn ông địa phương, Thiếu tá Carter, có ông nội từng làm việc tại Devonport vào thời điểm đó. Carter tuyên bố rằng vụ việc đã chìm vào yên lặng vì khí cầu này cũng phá hủy một số nhà kính trồng cây, nhà kính và cửa sổ trước khi cuối cùng rơi xuống đất ở Honiton.

### Notomys
Mike Dash cho rằng ít nhất một số dấu chân, bao gồm cả một số được tìm thấy trên mái nhà, có thể đã được thực hiện bởi những loài gặm nhấm nhảy bốn vó như chuột đồng đuôi dài. Các dấu vết bị bỏ lại sau khi một con chuột nhảy giống như một con vật có bộ móng guốc, do chuyển động của các chi của nó khi nó nhảy. Dash tuyên bố rằng giả thuyết về các dấu chân Devon được tạo ra bởi loài gặm nhấm ban đầu được đề xuất từ lâu vào tháng 3 năm 1855, đăng trên tờ The Illustrated London News.

### Chứng cuồng loạn
Người ta cũng thường cho rằng dấu chân chỉ là một trường hợp rối loạn phân ly tập thể, gây ra bởi việc nhìn thấy các dấu vết động vật khác nhau và cho rằng chúng giống hệt nhau.

### Kangaroo
Trong một bức thư gửi cho tờ Illustrated London News trong năm 1855, Mục sư G. M. Musgrave đã viết:"Trong vài ngày, một bản báo cáo đã được lưu hành rằng một vài con kangaroo đã trốn thoát khỏi một chuồng thú tư nhân (tôi tin là của ông Fische) ở Sidmouth."Tuy nhiên, dường như không ai xác định được liệu kangaroo có trốn thoát hay không, làm thế nào chúng có thể vượt qua cửa sông Exe, và chính Musgrave nói rằng ông đã bịa ra câu chuyện này hòng đánh lạc hướng những lo ngại của giáo dân về chuyến viếng thăm của quỷ: 
Tôi tìm thấy một cơ hội rất thích hợp để nhắc đến tên gọi của kangaroo, nhằm ám chỉ báo cáo hiện tại về sau. Tôi chắc chắn đã không đặt niềm tin của mình vào phiên bản bí ẩn đó... nhưng trạng thái tâm trí chung của dân làng... sợ đi ra ngoài sau khi mặt trời lặn... dưới sự thuyết phục rằng đây là việc làm của Quỷ... cho thấy lòng mong muốn tột cùng về một khuynh hướng đem lại cái ý niệm làm giảm giá trị và đáng sợ như vậy... và tôi rất biết ơn rằng một con kangaroo... [đóng vai trò] để phân tán các ý tưởng không xứng với phẩm giá của mình...— Cha G. M. Musgrove: thư gửi The Illustrated London News, ngày 3 tháng 3 năm 1855.

### Con lửng
Trong tháng 7 năm 1855, một 'Giáo sư Owen' đã đưa ra giả thuyết rằng dấu chân này là của một con lửng, cho rằng con vật là 'loài động vật bốn chi đi bằng gan bàn chân mà chúng ta có trên hòn đảo này' và nó 'để lại dấu chân lớn hơn kích thước của nó'. Số lượng dấu chân, theo ông, là dấu hiệu cho thấy hoạt động của một số loài động vật vì 'không thể tin được rằng một con lửng chỉ nên thức và đói' và nói thêm rằng con vật đó là 'một kẻ săn mồi lén lút và hoạt động mạnh mẽ và bền bỉ nhất trong việc tìm kiếm thức ăn'.

## Sự cố tương tự
Các báo cáo về dấu chân dị thường, không có chướng ngại vật tương tự tồn tại từ các nơi khác trên thế giới, mặc dù không có quy mô nào giống như trường hợp Dấu chân quỷ. Ví dụ này đã được báo cáo 15 năm trước đó trên tờ The Times:
Trong số những ngọn núi cao của vùng cao nguyên, nơi Glenorchy, Glenlyon và Glenochay tiếp giáp nhau, đã gặp nhau nhiều lần, trong thời gian này và cả mùa đông trước đây, trên tuyết, dấu vết của một con vật dường như chưa được biết đến ở Scotland. Dấu chân xét theo từng điểm là một sự tương đồng chính xác với con ngựa nhỏ có kích thước đáng kể, với sự khác biệt nhỏ này có lẽ là bàn chân có vẻ dài hơn một chút hoặc không quá tròn; nhưng, vì không ai có được may mắn khi chưa có được cái nhìn thoáng qua về sinh vật này, chẳng còn gì có thể nói thêm về hình dạng hoặc kích thước của nó; chỉ có điều người ta để ý đến nó, từ độ sâu mà bàn chân lún trong tuyết, rằng nó phải là một con thú có kích thước đáng kể; Nó cũng được quan sát, rằng dáng đi của nó không giống như phần lớn loài thú bốn chân, mà giống như bước nhảy vọt hoặc kiểu đi khập khiễng của một con thỏ rừng khi không sợ hãi hoặc bị săn lùng. Nó không phải là ở một địa phương duy nhất mà người ta phát hiện ra được các dấu vết này, mà đi qua khoảng cách ít nhất mười hai dặm...— The Times, 14 tháng 3 năm 1840, tr. 1.

Trong tờ Illustrated London News ngày 17 tháng 3 năm 1855, một phóng viên đến từ Heidelberg đã viết,"theo thẩm quyền của một Bác sĩ Y học Ba Lan", rằng trên Piaskowa-góra (Đồi cát), một mô đất nhỏ nằm trên biên giới Galicia, nhưng bên trong tòa nhà Quốc hội Ba Lan, những dấu hiệu như vậy sẽ được nhìn thấy trên mặt tuyết hàng năm, và đôi khi trên bãi cát của ngọn đồi này, và"được người dân gán cho những ảnh hưởng siêu nhiên".
Vào đêm ngày 12 tháng 3 năm 2009, các dấu hiệu được cho là tương tự với những gì còn lại vào năm 1855 đã được tìm thấy ở Devon. Trong năm 2013, những dấu vết đã được báo cáo ở Girvan, Scotland có thể là một phần của trò lừa ngày Cá tháng Tư.